# Toulo de Graffenried
Toulo de Graffenried (n. 18 mai 1914, Paris, Franța – d. 22 ianuarie 2007, Lonay⁠(d), cantonul Vaud, Elveția) a fost un pilot de Formula 1. De-a lungul carierei a luat startul în 22 de curse, niciuna din pole-position. Nu a câștigat nicio cursă și nu a terminat niciodată pe podium, acumulând 9 puncte în întreaga activitate ca pilot de Formula 1.